# Trentels
Trentels ist eine französische Gemeinde mit 866 Einwohnern (Stand: 1. Januar 2022) in Département Lot-et-Garonne in der Region Nouvelle-Aquitaine (bis 2016: Aquitanien). Sie gehört zum Arrondissement Villeneuve-sur-Lot und zum Kanton Le Fumélois. Die Einwohner werden Trentellois genannt.

## Geografie
Die Gemeinde Trentels liegt etwa 14 Kilometer ostnordöstlich von Villeneuve-sur-Lot am Fluss Lot. Umgeben wird Trentels von den Nachbargemeinden Saint-Aubin und Monségur im Norden, Condezaygues und Saint-Vite im Nordosten, Saint-Georges im Osten, Trémons im Süden, Penne-d’Agenais im Südwesten, Saint-Sylvestre-sur-Lot im Westen sowie Villeneuve-sur-Lot im Nordwesten.

## Bevölkerungsentwicklung
| Jahr                       | 1962 | 1968 | 1975 | 1982 | 1990 | 1999 | 2006 | 2012 | 2022 |
| -------------------------- | ---- | ---- | ---- | ---- | ---- | ---- | ---- | ---- | ---- |
| Einwohner                  | 923  | 886  | 916  | 801  | 836  | 825  | 818  | 817  | 866  |
| Quellen: Cassini und INSEE |      |      |      |      |      |      |      |      |      |

## Sehenswürdigkeiten
- Kirche Saint-Christophe, 11. Jahrhundert
- Kirche Saint-Jean-Baptiste im Ortsteil Ladignac, 12. Jahrhundert
- Schloss Trentels
- Schloss La Chapelle, 15. Jahrhundert
- Schloss Les Roques, 16. Jahrhundert
- Schloss Laval, 14. Jahrhundert
- Schloss Labadie, 17. Jahrhundert
- Herrenhaus Les Ondes
- Schloss Lustrac
- Mühle Lustrac
- Höhle Cassegros

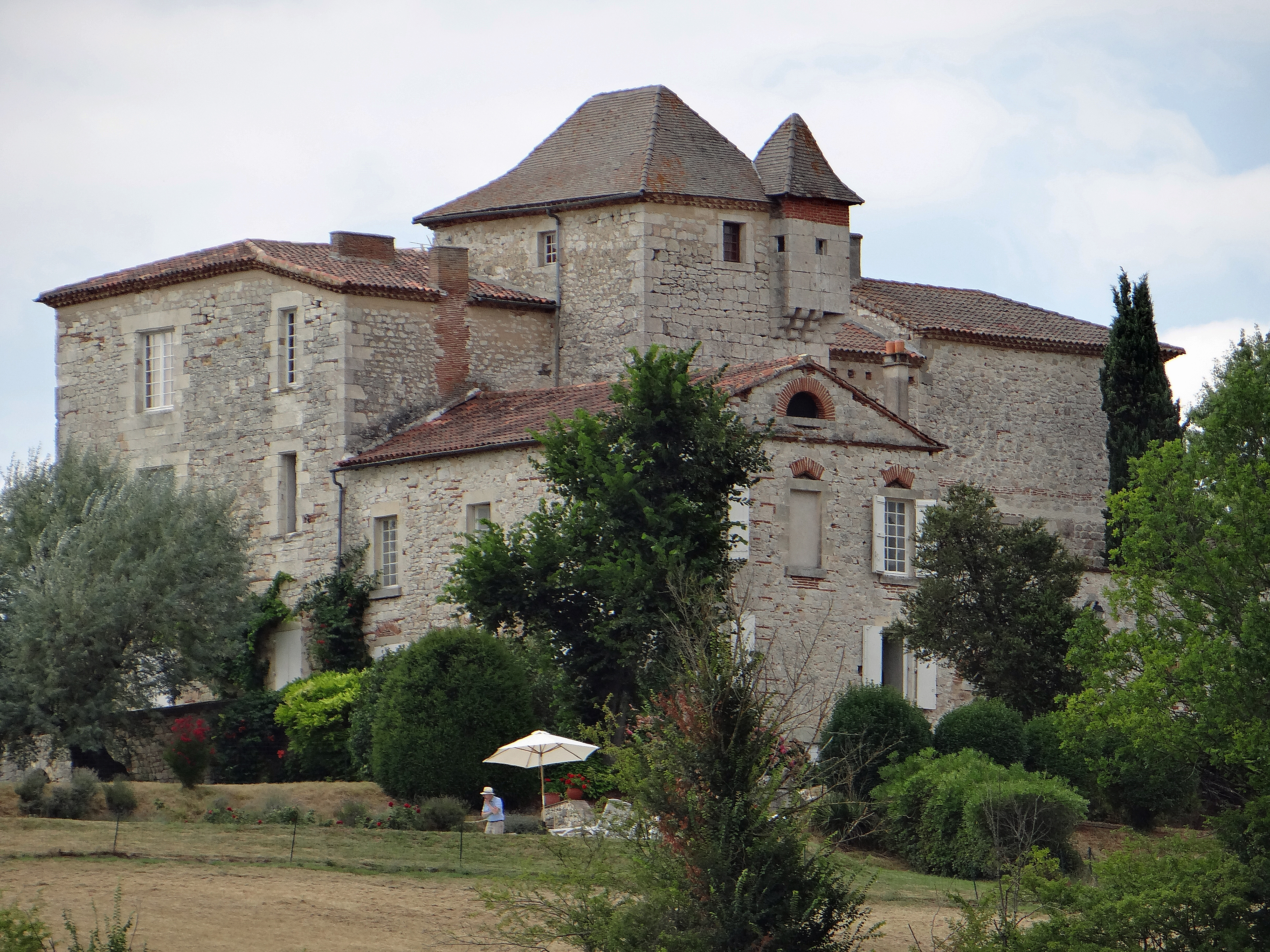
Schloss Laval
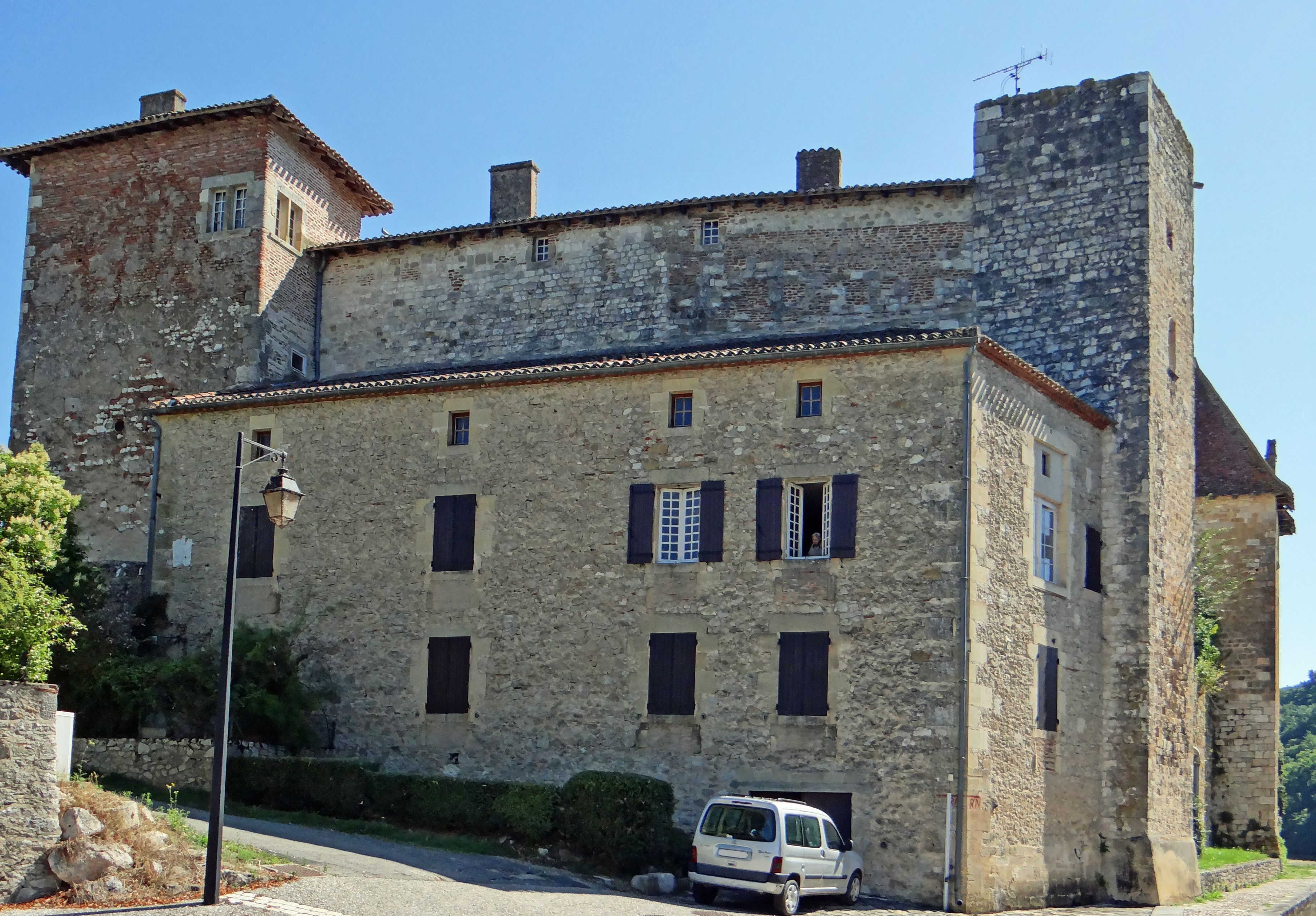
Schloss Lustrac
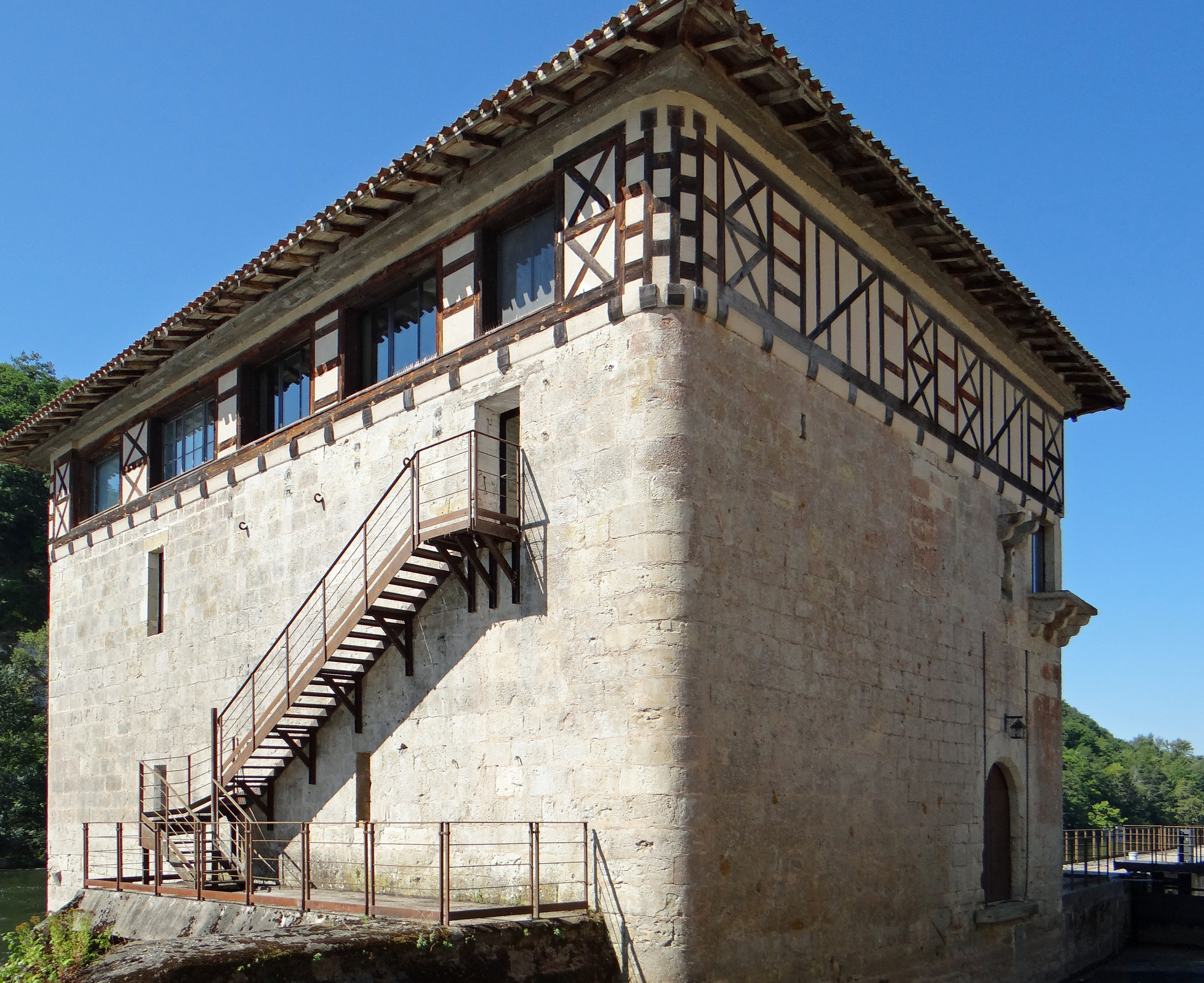
Mühle Lustrac

## Gemeindepartnerschaft
- Walhain in Belgien